# Крісті Пірс
Крісті Патрісія Пірс (раніше Ремпоун, англ. Rampone) (англ. Christie Patricia Pearce, нар. 24 червня 1975) — американська футболістка, олімпійська чемпіонка.

## Виступи на Олімпіадах
| Олімпіада   | Дисципліна | Місце |
| ----------- | ---------- | ----- |
| Сідней 2000 | футбол     | 2     |
| Афіни 2004  | футбол     | 1     |
| Пекін 2008  | футбол     | 1     |
| Лондон 2012 | футбол     | 1     |